# Ростислав Йовчев
Ростислав Йовчев е български пианист, педагог и професор в Националната музикална академия „Проф. Панчо Владигеров“. От 2008 г. той е и ръководител на катедра „Пиано“ към Теоретико-композиторски и диригентски факултет в НМА.

## Биография
Ростислав Йовчев е роден в София през 1961 г. Започва обучението си по пиано на 6-годишна възраст, а негов първи учител е Маргарита Хлебарова. След това музикалната му дарба продължава своето развитие в Националното музикално училище „Любомир Пипков“ в София под опитното ръководство на Людмила Стоянова, а първият му успех на голямата сцена идва през 1980 г., когато става лауреат на Националния конкурс „Светослав Обретенов“ в Провадия. В следващите години Ростислав Йовчев се утвърждава като един от ярките апологети на творчеството на българските композитори, както класици, така и на съвременните автори. През 1984 г. завършва Държавна музикална академия „Проф. Панчо Владигеров“ в класа по пиано на проф. Атанас Куртев, след което – и неговия двугодишен майсторски клас.
През 1992/93 г., Ростислав Йовчев прави специализация в Кралската консерватория в Брюксел в областта на клавирния концерт, камерната музика и акомпанимент на соловата песен.
Като солов и камерен изпълнител Ростислав Йовчев активно концертира в цяла Европа, а също така в Южна Корея и Тунис. Участва в някои от най-престижните музикални фестивали в България като: „Салон на изкуствата“, „Софийски музикални седмици“, „Варненско лято“, „Надежди, таланти, майстори“, „Дни на музиката в Балабановата къща“ и „Аполония“, както и на престижния фестивал „Музикалният октомври в Картаген“ – Тунис. Реализира записи за радио София, Варшава, Берлин и Сарагоса. Води редица майсторски класове в България, Румъния, Турция, Италия, Великобритания, Южна Корея, Тунис и Съединените щати.
В периода 2002 – 2004 г., Ростислав Йовчев е преподавател по пиано във Висшия музикален институт в гр. Сус (Тунис).
Бил е в клавирното жури на националните конкурси „Светослав Обретенов“, „Класика и съвременност“, „Лист-Барток“, „Андрей Стоянов“, „Велики учители“ и други. Носител е и на приза „Кристална лира“ за 2011 г. в двете категории „Инструменталисти“ и „Музикална критика“.
Стиловият репертоар на Ростислав Йовчев е с изключително широк диапазон – от предкласическата до съвременната музика. Една от ярките характеристики на концертите му е тяхната тематична насоченост, посветена на конкретни автори или музикални епохи. Програмите му често включват рядко изпълнявани творби на известни или по-малко познати композитори, както и премиери на нови произведения, много от които са посветени на него. Той е и един от малцината български изпълнители, осъществили интегрално изпълнение на клавирните концерти на Бетовен на българска сцена. Това става в периода 2006 – 2008, а сценични партньори на Ростислав Йовчев са музикантите от Шуменска филхармония.
Проф. д-р Ростислав Йовчев е и дългогодишен преподавател по пиано в НМА „Проф. Панчо Владигеров“, а между 2008 и 2020 г. е и завеждащ катедрата по пиано в Теоретичния факултет.

## Конкурси и награждавания
Ростислав Йовчев е лауреат на редица български и международни конкурси, както следва:
- 1-ва награда на националния конкурс „Светослав Обретенов“ – 1980 г.
- 3-та награда на международния конкурс в Салерно, Италия – 1981 г.
- 1-ва награда и наградата на Съюза на българските композитори от националния конкурс „Карол Шимановски“ – 1982 г.
- 3-та награда на Международния конкурс „Пилар Байона“ – Испания – 1983 г.
- Единствената награда от конкурса за най-добро изпълнение на испанска музика от курса в Сантяго де Компостела – 1984 г.

През 2011 г. Съюзът на българските музикални и танцови дейци присъжда на Йовчев наградата „Кристална лира“ в категориите „Инструменталисти“ и „Музикална критика“. Институцията го награждава и със „Златна лира“ още същата година.